# Бринкерхоф (Њујорк)
Бринкерхоф (енгл. Brinckerhoff) насељено је место без административног статуса у америчкој савезној држави Њујорк.

## Демографија
По попису из 2010. године број становника је 2.900, што је 166 (6,1%) становника више него 2000. године.
| Група             | 2000.         | 2010.         |
| Белци             | 2.323 (85,0%) | 2.287 (78,9%) |
| Афроамериканци    | 123 (4,5%)    | 161 (5,6%)    |
| Азијати           | 126 (4,6%)    | 112 (3,9%)    |
| Хиспаноамериканци | 150 (5,5%)    | 312 (10,8%)   |
| Укупно            | 2.734         | 2.900         |